# Steigstrasse
Die Steigstrasse ist eine etwa 1400 m lange Strasse in Winterthur im Schweizer Kanton Zürich, die Töss mit Brütten verbindet. Sie beginnt in Töss bei der Zürcherstrasse und endet an der Gemeindegrenze zu Brütten, ab der sie Zürcherstrasse heisst. Die Steigstrasse wurde bereits im Mittelalter für die Strassenverbindung nach Zürich gebraucht und ist im Inventar historischer Verkehrswege der Schweiz (IVS) als Verkehrsweg von nationaler Bedeutung gelistet. Die von 1788 bis 1791 erbaute, moderne Strasse war bis Anfang der 1830er-Jahre eine der einzigen, modernen Kunststrassen im Kanton Zürich und ist heute gemäss Richtplan als Regionale Verbindungsstrasse klassifiziert.

## Etymologie
Eine Steig ist eine «Steigung im Gelände», eine «ansteigende (Weg-)Stelle». Der Örtlichkeitsname beschreibt im vorliegenden Fall die steile Beschaffenheit des Geländes zwischen Winterthur und Brütten, wo die Strasse hinaufführt.

## Verlauf
Die heutige Steigstrasse zweigt bei der Autobahnausfahrt Winterthur Töss von der richtungsgetrennt geführten Zürcherstrasse ab. Die beiden richtungsgetrennten Spuren kommen kurz vor der Kreuzung mit der Dättnauerstrasse zusammen. Danach führt die Strasse an der Siedlung Steig vorbei (deren Name jungen Datums und sachlich ahistorisch ist), wobei die dortige Erschliessungsstrasse ebenfalls zur Steigstrasse gehört.
Daraufhin führt die Strasse den Wald hinauf durch die Flure Steigholz und Charerholz, wo sie durch teils serpentinenartige Kurven den Hang hinaufführt und dabei westseitig am Steigbrunnen vorbeiführt. Nach der Stadtgrenze und damit mit Erreichen des Brüttemer Hochplateaus heisst die Strasse auf Brüttener Gemeindegebiet Zürcherstrasse.

## Geschichte

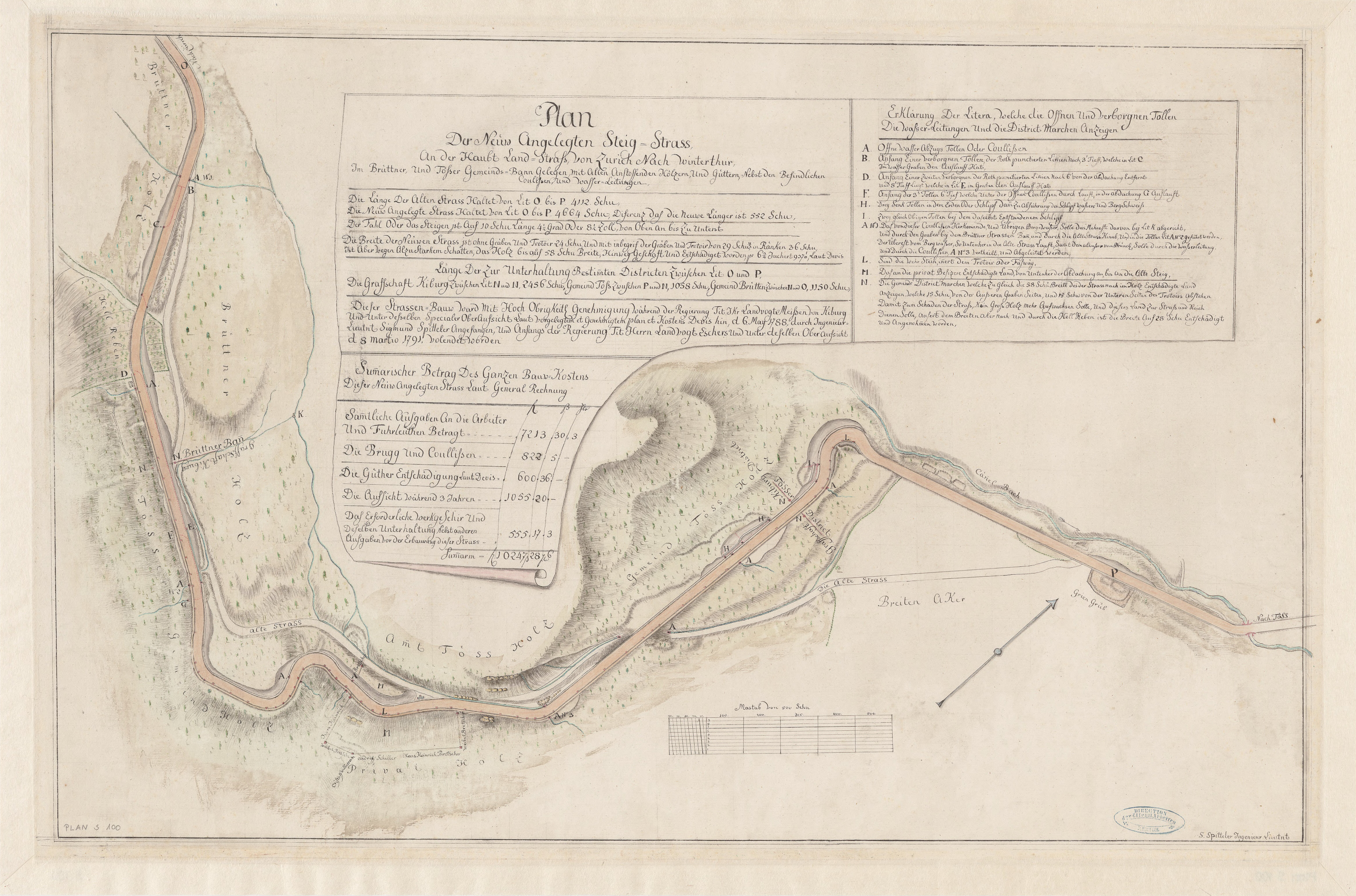
Bauplan der Steigstrasse aus dem Jahr 1788 von Sigmund Spitteler

Der Name Steig taucht erstmals im Jahr 1261/64 im Kyburger Urbar durch die Erwähnung der Steigmühle auf. 1348 wurde die Tössbrücke ausgebaut, um eine bessere Anbindung der Stadt Winterthur an die heutige Steigstrasse zu erzielen. Hierfür kam es zu einem Landtausch mit dem Kloster Töss, im Gegenzug verpflichtete sich das Kloster zum Strassenunterhalt der neu gebauten Strasse.
In der Offnung von Töss aus dem Jahr 1536 wird die Steigstrasse ebenfalls erwähnt, genauso wie der Brüttemer Fussweg als Abkürzung für Fussgänger auf das Brüttemer Hochplateau. 1494 mussten der Bürgermeister und der Rat der Stadt Zürich entscheiden, dass der Unterhalt der Strasse in Zukunft von der Grafschaft Kyburg übernommen wird, da weder Kloster noch Stadt Winterthur dies tun wollten. Dieser Urteilsspruch wurde 1519 sowie auch 1533, also nach Auflösung des Klosters, nochmals erneuert. Aus einer Almosenverordnung lässt sich herauslesen, dass an der Steig um 1677 gebaut und gepflastert wurde, da der Torwächter von Winterthur für die Strassenbauer das Tor zu öffnen hatte.
Im 18. Jahrhundert wurde schliesslich ein Steigvogt eingesetzt, der als Aufseher für den Unterhalt der Strasse zuständig war und wenn notwendig unter Mitteilung an den Landvogt auch weitere Leute für deren Unterhalt beiziehen konnte.
Von 1788 bis 1798 wurde schliesslich die Steigstrasse unter Führung von Sigmund Spitteler mit ihrem heutigen Verlauf als eine der ersten modernen Kunststrassen im Kanton errichtet. Aus dieser Zeit stammt auch der Steigbrunnen, für dessen Speisung wohl der Steigbrunnenbach (auf Brüttemer Gemeindegebiet Steigbach genannt) in alte unbenutzte Hohlwege eingeleitet wurde. Noch heute zeugen einige der Hohlwege von den alten Verläufen der Brüttemer Steig. Am Brunnen war ursprünglich eine Inschrift angebracht, dass diese zuvor kaum fahrbare Bergstrasse unter Oberaufsicht von Ludwig Meiss und Salomon Escher durch den damaligen Strasseningenieur Sigmund Spitteler errichtet wurde.
1833 trat im Kanton ein neues Strassengesetz in Kraft, wodurch im ganzen Kanton neue Hauptstrassen gebaut wurden. 1842 wurde dadurch die neue Hauptstrasse durch das Kemptthal erstellt, wodurch die Steigstrasse an Wichtigkeit einbüsste.
Von 1969 bis 1973 wurde die Siedlung Steig errichtet, deren Erschliessungsstrasse ebenfalls zur Steigstrasse zählt.

## Öffentlicher Verkehr
Seit der Eröffnung der Autobuslinie Winterthur – Zürich Flughafen im Jahr 1963 benutzt Stadtbus Winterthur die Steigstrasse für Überlandverbindungen. Heute wird diese Strecke durch die Regionalbuslinie 660 (Archstrasse/Hauptbahnhof – Brütten – Nürensdorf, Chrüzstrass – Bassersdorf) von Stadtbus Winterthur im Halbstundentakt bedient, mit den Haltestellen Steigmühle und Steig auf Stadtgebiet. Zu Hauptverkehrszeiten wird ein Viertelstundentakt angeboten. Ausserdem benutzt die Linie 5 auf dem Weg ins Dättnau kurz die Steigstrasse und hält dabei an der Bushaltestelle Steigmühle.
Am Wochenende verkehrt nachts stündlich die Nachtbuslinie N66 (Winterthur – Brütten – Nürensdorf – Bassersdorf) mit Halt bei Steigmühle und Steig sowie halbstündlich die N1 (Oberwinterthur – Hauptbahnhof – Töss – Dättnau) mit Halt bei der Steigmühle.